# Pristaulacus kostylevi
Pristaulacus kostylevi är en stekelart som först beskrevs av Alekseev 1986.  Pristaulacus kostylevi ingår i släktet Pristaulacus och familjen vedlarvsteklar. Inga underarter finns listade i Catalogue of Life.